# 丢下領航員

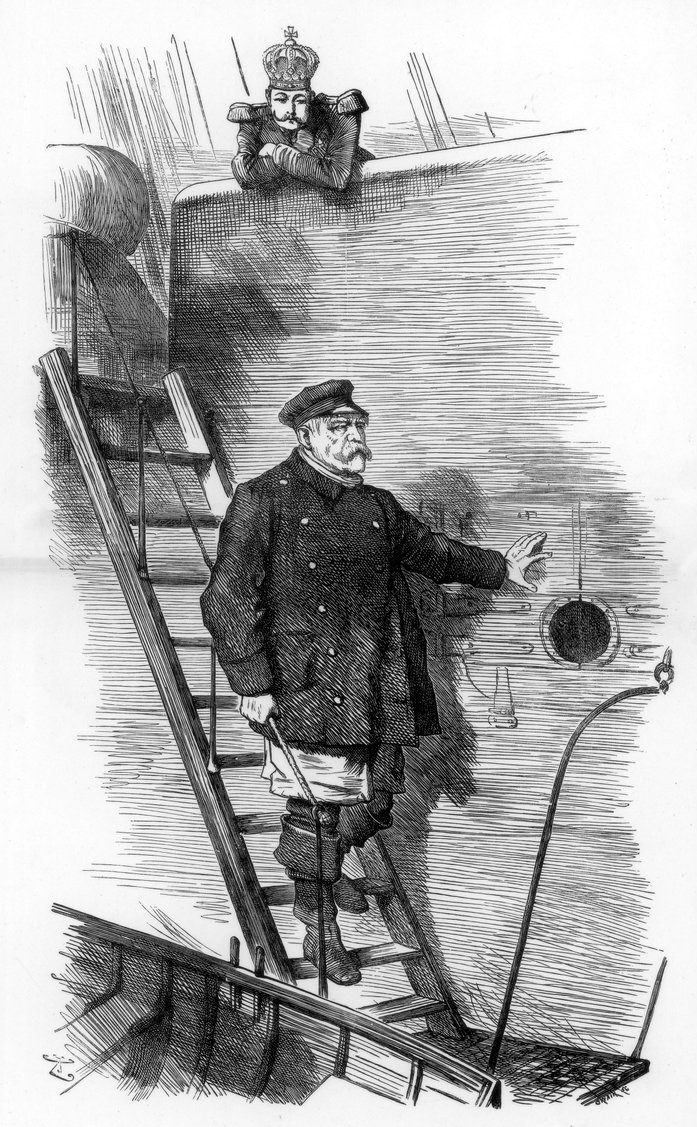
1890年3月29日首次發表在英國雜誌《Punch》的原畫

《丢下領航員》（英語：Dropping the Pilot）是約翰·坦尼爾的一幅政治漫畫，於1890年3月29日首次發表在英國雜誌《Punch》上。它描繪了奧托·馮·俾斯麥作為一名海上領航員走下一艘船，旁邊是年輕的皇帝威廉二世。這幅漫畫取材於船可能是受柏拉圖將國家比做船的比喻影響。由於政治分歧，俾斯麥在10天前的3月19日應威廉的要求辭去了帝國總理的職務。
漫畫出版後，坦尼爾收到了第五代羅斯伯里伯爵普里姆羅斯的委託，要求他製作一份副本寄給俾斯麥本人。據報導，這位前總理回答說：“這畫畫得很好”。
這幅漫畫在德國廣為人知，經常出現在歷史教科書和教科書中，標題是《領航員離船》（德語：Der lotse geht von Bord）。